# Majuli
Mājuli or Majoli (pron: ˈmʌʤʊlɪ) (em assamês:  মাজুলী, Predefinição:IPA-as) é uma ilha em um rio no Rio Brahmaputra, Assam, Índia e é o primeiro distrito em uma ilha do país. A ilha tinha uma área total de 1 250 quilômetro quadrados (483 sq mi) no começo do século XX, mas tem perdido parte significante devido à erosão, possuindo uma área de somente 352 quilômetro quadrados (136 sq mi) em 2014. Majuli tem diminuido enquanto o rio que a cerca tem crescido. No entanto, é reconhecida pelo Guinness Book of World Records como a maior ilha fluvial do mundo.
A ilha é formada pelo rio Brahmaputra no sul e o Kherkutia Xuti, braço do Brahmaputra, junto com o rio  Subansiri no norte. A ilha Mājuli  é acessível por balsas vindas da cidade de Jorhat. A ilha está a cerca de 300–400 km leste da maior cidade do estado —Guwahati. Foi formada devido a mudanças no curso do rio Brahmaputra e suas vertentes, em especial Lohit. Mājuli é residência da cultura Assamese neo-Vaisnavite.
Não obstante as adversidades ambientais supramencionadas, tem que ser observado o trabalho realizado por Jadav Payeng, um dos habitantes da Ilha que, desde a infância, sobrevivendo com dificuldade por causa dos desastres ecológicos, resolveu trabalhar a favor da reconstrução da floresta nativa, obtendo impressionantes resultados de recuperação de flora e fauna, cujos méritos são hoje reconhecidos por autoridades governamentais e diversas instituições civis. Existem obras publicadas disponíveis relatando as realizações de Payeng em favor da natureza da Ilha Majuli.